# Emmanuel Gònima
Emmanuel Gònima (Lleida, 1712 – Girona, 27 de febrer de 1792) fou un mestre de capella i compositor català.
Gónima possiblement fou infant de cor a la Catedral de Lleida i es formà amb Domènec Teixidor. Estigué a Barcelona, on fou deixeble dels mestres de capella Bernat Tria, de la capella del Palau de la Comtessa; i Pau Llinàs, de la capella de l'església de Santa Maria del Pi. L'any 1733 va intentar obtindre la plaça de mestre de capella de la Catedral de Vic, però el capítol va preferir a Josep Bernat. El 1735 va aconseguir la plaça de mestre de capella de la Catedral de Girona. Va ocupar aquesta plaça fins a la seva jubilació l’any 1774. Posteriorment a la seva jubilació, però, va seguir participant en els tribunals de les oposicions a la capella de música.
Gònima, a nivell compositiu, es va centrar exclusivament en la producció de música eclesiàstica. Va compondre vilancets, oratoris, drames sacres i alguna cantata. El seu estil compositiu s'ubica al barroc tardà, però mostra una clara tendència a característiques del primer classicisme. Aquestes es poden apreciar especialment en la seva utilització de l’anomenat estil galant. 

## La Catedral de Girona
L'estiu del 1735, amb el motiu de la jubilació del mestre de capella Tomàs Milans, el capítol de la catedral de Girona començà a buscar expedients per ocupar aquesta plaça. El 2 de setembre es conegueren tres candidats possibles per ocupar la plaça: Tomàs Milans i Campus, Francesc Andreu i Emmanuel Gònima. El 10 d’octubre de 1735, obtenint 19 dels 23 vots dels mestres del capítol de la catedral, Emmanuel Gònima obtingué la plaça de mestre de Capella de la Catedral de Girona.
Pocs mesos després de l’obtenció de l'obtenció de la plaça es van aprovar les noves ordinacions que regirien la capella de música durant el seu mestratge. Segons aquestes ordinacions Gónima havia d’ensenyar música i educar els escolans, escriure noves composicions d’acord amb els requeriments del calendari litúrgic de la Seu, programar i realitzar els assajos musicals amb la capella, posar en coneixement dels canonges comissaris de música de tot allò que afectés el bon funcionament de la capella i tenir cura dels exàmens dels opositors a qualsevol plaça de veu i instrument de la capella.
A l’inici del seu magisteri, degut al seu estat laic, Gónima va patir tibantons per part d’alguns membres de la comunitat eclesiàstica de la catedral de Girona. Gònima va rebre la tonsura el 1736, els ordes menors el 1743 i l’ordenació sacerdotal el 21 de maig de 1744, a mans del bisbe Baltasar de Bastero.
Durant el seu llarg magisteri, el mestre Gònima va tenir cura d’ampliar la plantilla de la capella, que es va estabilitzar a l'entorn de la vintena de membres. En algunes ocasions entre 1757 i 1764, però, va aconseguir reforçar-la amb la contractació dels instrumentistes de vent de l’anomenada cobla de Banyoles. Gònima va presidir nombrosos exercicis d’oposicions de beneficiats que optaven a places de cantors i instrumentistes, i també les de l’organistia. El mestre Gònima es va jubilar el 1774, integrant-se a la capella de la Seu sota la direcció del seu nou titular Francesc Juncà, fins que traspassà el 27 de febrer de 1792.

## Obra
Les seves obres es troben a l'arxiu Capitular de la Catedral de Girona, actualment gestionat per l’arxiu diocesà de Girona, i la Biblioteca de Catalunya. Compta amb una setantena d’obres conservades, entre elles vilancets, oratoris, drames sacres i alguna cantata.
Les més estudiades són els vilancets, que encara que no acostumin a dur data es poden dividir estilísticament en tres etapes: la primera inserida en els elements més característics de la tradició del barroc hispànic; una segona on comencen a ser abundosos els esquemes formals recitat-ària, un afermament de la tonalitat i hi comença a palesar-s'hi la influència italiana; i una darrera fase galant on els vilancets s'amplien en nombre de moviments, hi apareixen obertures i ritornelli instrumentals, i la tipologia de les melodies anuncia ja el classicisme (frases curtes, periòdiques i articulades, finals dèbils, tresets ornamentals…).
A més dels vilancets, en l’obra de Gònima es destaca la seva producció d'oratoris. Ja siguin encarregats per la mateixa catedral de Girona, pels jesuïtes o els dominics de la mateixa ciutat, per a la Verge dels Dolors, la Immaculada o per Sant Tomàs. Tot i això, s'han conservat poques partitures d’aquests oratoris.
Dels pocs oratoris que s'han conservat, l’Oratorio a la Expectación del Parto de la Virgen del 1739 demana una instrumentació a partir de violins, oboès, clarins, trompes, baix i acompanyament, i s'hi denota ja l'estil galant a la introducció instrumental en compàs de 6/8. Darrerament, s'ha localitzat a la Biblioteca Universitària de Cambridge un fulletó amb un oratori de Gónima dedicat a St. Francesc Xavier, que fou cantat a la catedral de Girona el 1760. Hi intervenien en un seguit de recitatius, àries i cors, els personatges de St. Francesc, el Favor Divino, la Idolatría i el Cor.